# سیارک ۵۲۳۸
سیارک ۵۲۳۸ (به انگلیسی: 5238 Naozane، نامگذاری:1990VE2) پنج هزار و دویست و سی و هشتمین سیارک کشف شده‌است که در ۱۳ نوامبر ۱۹۹۰ کشف شد.
قدر مطلق سیارک برابر ۱۲٫۷۰ است.